# Vejrø
Vejrø es una isla de Dinamarca, situada al norte de la isla de Lolland. La isla ocupa un área de 1,57 km² y alberga una población de 2 habitantes (2005). El punto más alto de la isla se encuentra a 4 m s. n. m.
En 1925 Vejrø tenía 76 habitantes, pero el despoblamiento de la isla fue dramático, sobre todo en los años 50 y 60.